# ゾネンブルーメ作戦
ゾネンブルーメ作戦（英: Operation Sonnenblume）は、1941年3月24日から開始されたドイツ国防軍によるイギリス軍への反攻作戦。
ゾネンブルーメはドイツ語で「ひまわり」のこと。

## 概要
イタリア軍は1940年9月13日にイタリア領リビアよりエジプトへ侵攻するも、イギリス軍の反攻によって多くの兵と装備を失い逆にリビアへのイギリス軍の侵攻を許してしまった。ヒトラーはリビアの喪失がイタリアの戦線離脱を招くのではないかと考え、ドイツ軍を派遣することで危機を未然に防ごうと決めた。
1941年2月12日にイタリア軍を支援するためのドイツ軍（ドイツアフリカ軍団）の指揮官であるエルヴィン・ロンメルがリビアの地へと降り立った。ドイツアフリカ軍団の任務はリビアの防衛であったが、ロンメルは偵察の結果、イギリス軍の戦力が低下し、補給面で苦労していることを知ると、当初の命令を無視し攻撃することを決意した。
軍団の戦力は第15装甲師団と第5軽師団の2個師団のみで、同盟国の危機とは言えあくまでもリビア防衛であるため、ドイツ軍も限定的な戦力しか割かなかった。
3月11日に第5軽師団の戦車部隊がトリポリに上陸、全部隊の到着は5月であったが、ロンメルは増援を待つことなく手持ちの捜索大隊と対戦車大隊だけで3月24日にエル・アゲイラへの攻撃を開始した。前述の小兵力を砂煙を用いて大兵力に見せることで、事前にドイツ軍の到着が5月であるとの情報を得ていたイギリス軍は、この奇襲攻撃に驚き、さらに大規模な攻勢と勘違いしたイギリス軍は後方のメルサ・ブレガまで撤退した。一時的にエル・アゲイラに留まるもイギリス軍が分散していることを知ると31日に攻撃を再開、メルサ・ブレガを攻略、4月2日にアジェダビアが陥落した。
その後、部隊を三分割してキレナイカへ進撃、4日にベンガジ、6日にムスス、7日にデルナ、8日にメキリが陥落、10日にはトブルクまで到達した。作戦中にイギリス軍のリチャード・オコーナー将軍を捕虜とする戦果も挙げた。